# Salé
Salé (in arabo سلا‎?, Salā; in berbero: ⵙⵍⴰ, Sla) è una città del Marocco, capoluogo della prefettura omonima, nella regione di Rabat-Salé-Kenitra. La città è situata sul fiume Bou Regreg, di fronte alla capitale Rabat.

## Storia
Nel XVII secolo fu capitale di una repubblica marinara retta da corsari barbareschi, la Repubblica del Bou Regreg, per essere poi conquistata dagli alawidi.

## Monumenti e luoghi d'interesse

### Architetture religiose
- Grande Moschea di Salé,  la principale moschea della città, che compre un'area di 5.070 m² ed è stata costruita per la prima volta tra il 1028 e il 1029[1].

## Società

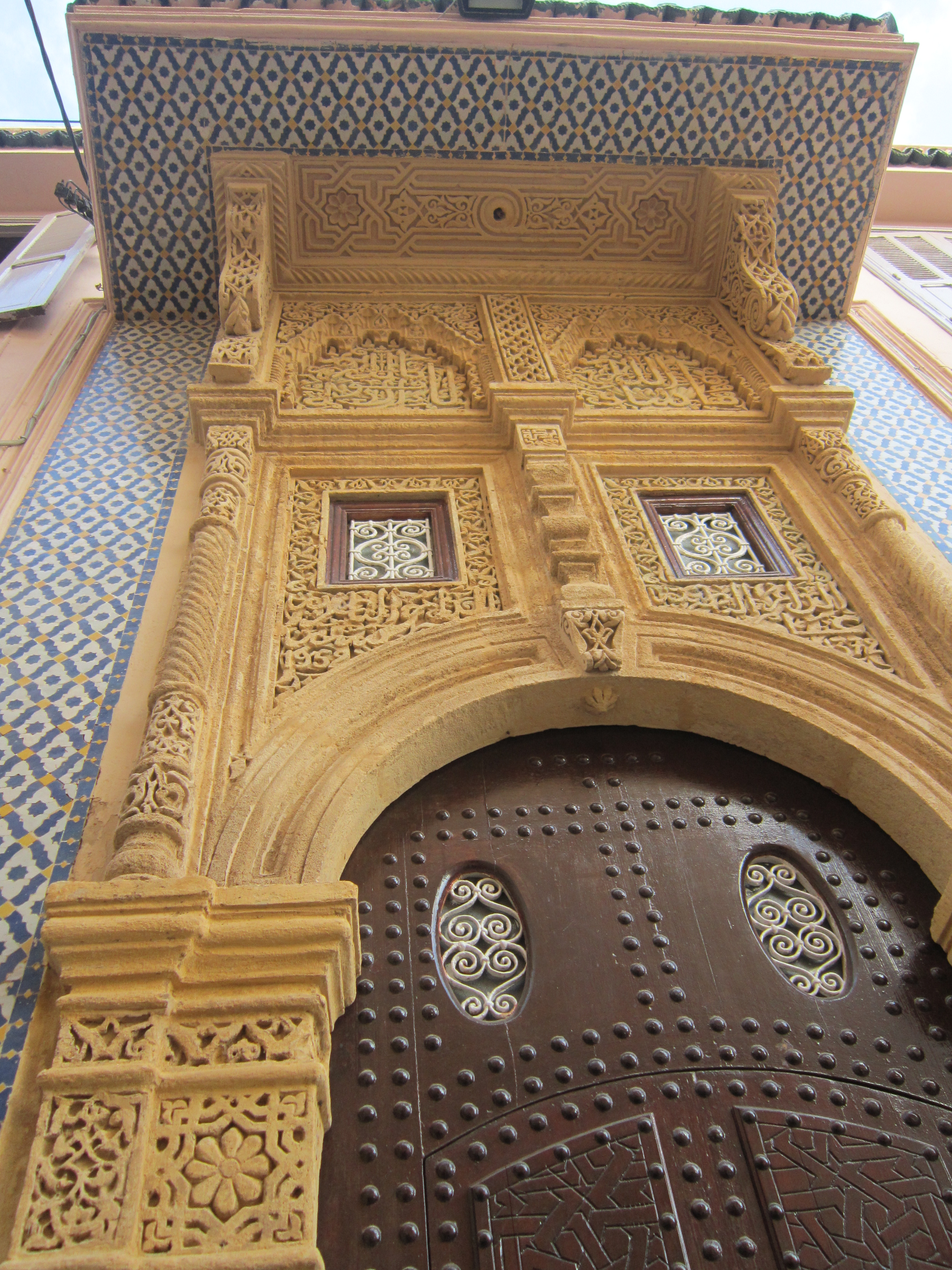
La porta d'ingresso di una dimora della famiglia Naciri nel Derb Qçatla ("Quartiere castigliano").

Storicamente la città di Salé è tradizionalmente considerata rivale della gemella Rabat. La città ha vissuto un ampio sviluppo edilizio correlato alla vasta immigrazione dalle circostanti regioni rurali nella seconda metà del XX secolo. Il cuore storico della città è concentrato nella medina e nel mellah.
Salé è stata per secoli sede di un ambiente tradizionalista. Le antiche famiglie cittadine, comunemente chiamate Ahl Sala, condividono specificità culturali e linguistiche che le differenziano dalla maggior parte degli abitanti della città discendenti dagli immigrati arrivati dalle zone rurali nel corso del XX secolo. Tra le antiche famiglie saletine sono comprese le famiglie cherifa, tendenzialmente affiliate ad un marabutto locale e componenti un'aristocrazia religiosa. Altro nobile lignaggio è rappresentato dalle famiglie di origine morisca originarie di al-Andalus, divenute élite nel periodo della Repubblica del Bou Regreg. Molte delle famiglie moriscos giunsero da Hornachos. Tra le principali famiglie antiche saletine si citano i Hajji, i Sbihi, i Mrini, i Amar, i Benkhadra, i Bensaïd, i Zouaoui, i Chemaou, i Alaoui, i Kadiri, i Hamdouch, i Laâlou, i Maâninou, i Zniber, i Fennich, i Hassouni, i Aouad, i Sedrati, i Hassar, i Semmar, i Belkbir e i Naciri.

### Comunità ebraica
La città è stata sede di una cospicua comunità ebraica, concentrata nel mellah, che nel 1918 contava 1.600 unità su una popolazione totale di 17.000 abitanti, saliti a 2.600 nel 1936 e a 3.300 nel 1951. La comunità è emigrata in massa verso Israele e Francia negli anni 1950 e 1960.

### Lingue e dialetti
Il dialetto arabo saletino è considerato un dialetto pre-hilalico ed è stato fortemente influenzato dall'arabo andaluso, nonché dallo spagnolo, parlato dai moriscos giunti in città nel XVII secolo da Hornachos. Il lessico presenta numerosi prestiti spagnoli. I profondi contatti della città con l'Impero ottomano hanno generato numerosi prestiti dal turco ottomano. Il dialetto saletino è strettamente correlato a quello della vicina Rabat. Il dialetto è oggi in regressione di fronte alla koinè araba marocchina, derivata dai dialetti hilalici portati dagli immigrati nella seconda metà del XX secolo.
L'immigrazione ha generato la presenza in città di una cospicua comunità berberofona, componente l'11,3% della popolazione.

## Cultura

### Cucina
La cucina cittadina è in buona parte composta da piatti originatisi dalla tradizione andalusa, come la pastilla. Come nel resto del Maghreb, molto diffuso in città è il cuscus, localmente accompagnato dalla tfaya, composta da cipolle caramellate e uvetta guarnite con uova e mandorle. Altra specialità è il makroud.

### Tradizioni
Tipica della città è la tradizionale processione delle lanterne, introdotta in Marocco da Ahmad al-Mansur nel XVI secolo e diffusasi in molte città del paese. Salé ha fatto della tradizione un moussem annuale, celebrato in occasione del Mawlid. Nel corso dei secoli, nella fabbricazione delle candele si sono distinte le famiglie Oubia, El Mir, El Hoceyni, Lamrnissi et Chakroun, e i Belakbir.

## Infrastrutture e trasporti
La città è servita dalla stazione di Salé-Ville e unita a Rabat con una linea tranviaria. Sul territorio cittadino si trova inoltre l'Aeroporto di Rabat-Salé, che serve la capitale del Marocco.